# Vicques (Calvados)
 Vicques  es una población y comuna francesa, situada en la región de Baja Normandía, departamento de Calvados, en el distrito de Caen y cantón de Morteaux-Coulibœuf.

## Demografía
| 80 | 60 | 53 | 53 | 63 | 50 |
| Para los censos de 1962 a 1999 la población legal corresponde a la población sin duplicidades (Fuente: INSEE [Consultar]) |    |    |    |    |    |